# Teorema di Sturm
Il teorema di Sturm è uno strumento molto utile per studiare la separazione delle radici di un polinomio. Esso permette la determinazione di intervalli contenenti le radici del polinomio.
Il nome deriva dal matematico Jacques Charles François Sturm.

## Successione di Sturm
Per arrivare ad enunciare il teorema di Sturm è necessario definire la successione di Sturm. Dato un polinomio {\displaystyle P(x)} di grado {\displaystyle n,} la sua successione di Sturm {\displaystyle P_{0}(x),P_{1}(x),\ldots ,P_{k}(x)}, con {\displaystyle P_{0}(x)\equiv P(x)} e {\displaystyle P_{1}(x)\equiv P'(x)}, si definisce come:
{\displaystyle \left\{{\begin{array}{l}P_{0}(x)=P_{1}(x)Q_{1}(x)-P_{2}(x)\\P_{1}(x)=P_{2}(x)Q_{2}(x)-P_{3}(x)\\\quad \vdots \\P_{k-2}(x)=P_{k-1}(x)Q_{k-1}(x)-P_{k}(x)\\P_{k-1}(x)=P_{k}(x)Q_{k}(x).\end{array}}\right.}
Si definiscono variazioni successioni di due numeri consecutivi, esclusi gli zeri, che abbiano segno opposto. Il numero di tali variazioni nella successione si indica con {\displaystyle V(x)}.

## Enunciato
Se {\displaystyle P(x)}, un polinomio di grado {\displaystyle n\geq 1} e {\displaystyle a_{i}\in \mathbb {R} } ha radici tutte distinte e {\displaystyle P_{0}(x),P_{1}(x),\ldots ,P_{k}(x)} è la sua successione di Sturm, allora per ogni coppia di reali {\displaystyle a} e {\displaystyle b} con {\displaystyle a\leq b}, {\displaystyle V(a)-V(b)} fornisce il numero di radici reali {\displaystyle \alpha } di {\displaystyle P(x)} tali che {\displaystyle a<\alpha \leq b}.